# هنوز به تو ایمان دارم
«هنوز به تو ایمان دارم» (انگلیسی: I Still Have Faith in You) ترانه‌ای از ابرگروه سوئدی موسیقی پاپ آبا است که در سال ۲۰۲۱ منتشر شد. این بالاد احساسی را آنی-فرید لینگستاد اجرا کرد که نامزد جایزه گرمی ضبط سال در شصت و چهارمین مراسم جایزه گرمی شد که نخستین نامزدی آنها برای این جایزه در طول فعالیت‌های هنری شان محسوب می‌شود.

## جداول موسیقی
| جدول (۲۰۲۱)                                       | بالاترین رتبه |
| ------------------------------------------------- | ------------- |
| استرالیا (ای‌آرآی‌ای)                               | ۳۹            |
| اتریش (او۳ تاپ ۴۰ اتریش)                          | ۱۹            |
| بلژیک (اولتراتاپ ۵۰ فلاندرز)                      | ۲۴            |
| فروس ترانه‌های دیجیتال (اینترنتی) کانادا (بیلبورد) | ۹             |
| کرواسی (اچ‌آرتی)                                   | ۱۷            |
| دانمارک (ترک‌لیسن)                                 | ۱۷            |
| فروش دیجیتال ترانه‌های اروپا (بیلبورد)             | ۲             |
| فنلاند (جدول‌های رسمی فنلاند)                      | ۷             |
| آلمان (جدول‌های رسمی آلمان)                        | ۳             |
| ۲۰۰ آهنگ جهانی (بیلبورد)                          | ۶۲            |
| مجارستان (۴۰ تک‌آهنگ برتر)                         | ۱۱            |
| ایسلند (پلوتوتیدنتی)                              | ۳۸            |
| ایرلند (ایرما)                                    | ۱۸            |
| هلند (۱۰۰ تک‌آهنگ برتر)                            | ۲۱            |
| تک‌آهنگ‌های داغ نیوزیلند (انجمن صنعت ضبط نیوزیلند)  | ۶             |
| نروژ (وی‌جی-لیستا)                                 | ۱۳            |
| سوئد (فهرست برترین‌های سوئد)                       | ۲             |
| سوئیس (شوایزر هیت‌پاراد)                           | ۶             |
| تک‌آهنگ‌های بریتانیا (اوسی‌سی)                       | ۱۴            |

## گواهینامه‌های موسیقی
| منطقه                                  | گواهی  | واحد گواهی‌شده/فروش |
| -------------------------------------- | ------ | ------------------ |
| سوئد (گی‌ال‌اف)                          | پلاتین | ۸٬۰۰۰٬۰۰۰          |
| رقم فقط پخش جاری تنها بر پایهٔ گواهی‌ها. |        |                    |